# Colobizus tibiotarsalis
Colobizus tibiotarsalis är en skalbaggsart som beskrevs av Schmidt 1922. Colobizus tibiotarsalis ingår i släktet Colobizus och familjen långhorningar. Inga underarter finns listade i Catalogue of Life.